# Alberto Rangel
Alberto do Rego Rangel (Recife, 29 de maio de 1871 - Nova Friburgo, 14 de dezembro de 1945) foi um engenheiro e escritor brasileiro.
Formou-se em Engenharia pela Escola Militar do Rio de Janeiro, em 1899. No ano seguinte, com a patente de alferes, comandou uma brigada de artilharia durante a Revolta da Armada. Depois de atuar em projetos de engenharia no Maranhão e Pará, deixou o Exército (que criticou no panfleto Fora de forma, de 1900) e mudou-se para o Amazonas, onde foi diretor geral de Terras e Colonização e mais tarde secretário do governo, durante a gestão de Antônio Constantino Nery.
Enquanto trabalhava para o governo do Amazonas escreveu seu primeiro livro, a coletânea de contos Inferno verde. A obra só foi publicada em 1908, com prefácio de Euclides da Cunha, de quem se tornara amigo na Escola Militar. Entrou para o serviço diplomático e viajou para a França, Inglaterra, Espanha e Portugal. Nesse período, pesquisou os documentos que serviriam de base para seus livros de temas históricos e biográficos, além de continuar escrevendo contos. No início da II Guerra Mundial, deixou seu cargo no consulado brasileiro em Paris e voltou para o Rio de Janeiro.

## Obras
- 1900 - Fora de forma
- 1908 - Inferno Verde (cenas e cenários do Amazonas)
- 1913 - Sombras n’água: vida e paisagens no Brasil equatorial
- 1914 - Rumos e perspectivas
- 1915 - Quinzenas de campo e guerra
- 1916 - D. Pedro I e a Marquesa de Santos
- 1919 - Quando o Brasil amanhecia
- 1921 - Livro de figuras
- 1924 - Lume e cinza
- 1927 - Textos e pretextos
- 1928 - Papéis pintados
- 1930 - Fura-mundo!
- 1935 - Gastão de Orléans – o último Conde d’Eu
- 1937 - No rolar do tempo – opiniões e testemunhos respigados no Arquivo do Orsay – Paris
- 1945 - A Educação do Príncipe – Esboço crítico e histórico sobre o Ensino de D. Pedro II
- 1945 - Águas revessas[5]